# 타누스
타누스(영어: Tannus)는 대한민국의 자전거 에어리스 타이어 및 자전거 인서트타이어 제조판매 업체이다.